# ロックンロールマラソンシリーズ
ロックンロールマラソンシリーズ (Rock ‘n’ Roll Marathon Series) は、Competitor Group, Inc.が運営・主催する一連のロードレース（マラソン）大会の総称。レース中、沿道各所に音楽バンドやチアリーダーが配置され、ランナーを応援しレース会場を盛り上げることで知られている。

## 概要
1998年6月21日に米国カリフォルニア州サンディエゴで最初のレースが行われ、以降毎年開催されている。現在は年間、世界30以上の都市で開催されている。フルマラソン、ハーフマラソンレースの他、車いすマラソンレースがある。

## 2017年に開催が予定されている大会[1]
- アリゾナ大会（アメリカ合衆国アリゾナ州フェニックス、スコッツデール、テンペの3都市をまたがるレース）
- ニューオーリンズ大会（アメリカ合衆国ルイジアナ州）
- ワシントンDC大会（アメリカ合衆国）
- ダラス大会（アメリカ合衆国テキサス州）
- メキシコシティ大会（メキシコ合衆国メキシコシティ）
- サンフランシスコ大会（アメリカ合衆国カリフォルニア州）
- ローリー大会（アメリカ合衆国ノースカロライナ州）
- カールスバッド5000
- マドリッド大会（スペイン）
- ナッシュビル大会（アメリカ合衆国テネシー州）
- リヴァプール大会（イギリス・イングランド）
- サンディエゴ大会（アメリカ合衆国カリフォルニア州）
- シアトル大会（アメリカ合衆国ワシントン州）
- シカゴ大会（アメリカ合衆国イリノイ州）
- ダブリン大会（アイルランド）
- バージニア・ビーチ大会（アメリカ合衆国バージニア州）
- フィラデルフィア大会（アメリカ合衆国ペンシルベニア州）
- モントリオール大会（カナダケベック州）
- ケレタロ大会（メキシコケレタロ州）
- サンノゼ大会（アメリカ合衆国カリフォルニア州）
- ブルックリン大会（アメリカ合衆国ニューヨーク州）
- デンバー大会（アメリカ合衆国コロラド州）
- リスボン大会（ポルトガル）
- セントルイス大会（アメリカ合衆国ミズーリ州）
- バンクーバー大会（カナダブリティッシュコロンビア州）
- ロサンゼルス大会（アメリカ合衆国カリフォルニア州）
- サバンナ大会（アメリカ合衆国ジョージア州）
- メリダ大会（メキシコユカタン州）
- ラスベガス大会（アメリカ合衆国 ネバダ州）
- サンアントニオ大会（アメリカ合衆国テキサス州）

## 過去の日本からの主な参加者

### マラソン選手
- 谷口浩美 - 1998年6月21日 サンディエゴ大会（フルマラソン）男子8位[2]
- 高橋尚子 - 2005年9月4日 バージニアビーチ大会（ハーフマラソン）女子4位[3]
- 加納由理 - 2008年10月5日　サンノゼハーフマラソン大会 女子1位[4]
- 那須川瑞穂 - 2012年9月22日デンバー大会（フルマラソン）女子1位[5]
- 青山瑠衣 - 2012年9月22日デンバー大会(ハーフマラソン) 女子1位[6]
- 野口みずき - 2012年9月30日リスボン大会（ハーフマラソン）女子4位[7]
- 加藤麻美 - 2013年6月2日サンディエゴ大会（ハーフマラソン）女子6位[8]
- 早川英里 - 2015年5月31日サンディエゴ大会（ハーフマラソン）女子1位[9]